# 唐頓莊園：全新世代
《唐頓莊園：全新世代》（英語：Downton Abbey: A New Era）是一部2022年英美合拍的歷史劇情片，2019年電影《唐頓莊園》的續集。電影由同名電視劇的主創兼執行製片人朱利安·費羅斯編劇，賽門·柯提斯取代前集的麥可·恩格勒擔任導演，主演陣容包括休·博內威利、伊莉莎白·麥戈文、瑪姬·史密芙、米雪·道克利、蘿拉·凱米歇爾、吉姆·卡特和菲力絲·羅根。《唐頓莊園：全新世代》由环球影业定檔2022年4月29日英國上映，焦点影业安排2022年5月20日美國上映。

## 演員
- 休·博內威利飾演羅伯特·克勞利（Robert Crawley）[4]
- 薩曼莎·邦德（英语：Samantha Bond）飾演蘿莎蒙德·潘斯威克夫人（Lady Rosamund Painswick）
- 蘿拉·凱米歇爾（英语：Laura Carmichael）飾演赫克瑟姆侯爵夫人伊迪絲·佩勒姆（Edith Pelham, Marchioness of Hexham）
- 吉姆·卡特（英语：Jim Carter (actor)）飾演查爾斯·卡森（Charles Carson）
- 拉蔻兒·卡西迪（英语：Raquel Cassidy）飾演費莉絲·巴克斯特（Phyllis Baxter）[5]
- 布蘭登·柯伊爾（英语：Brendan Coyle）飾演約翰·貝茲（John Bates）[6]
- 喬納森·考伊（英语：Jonathan Coy）飾演喬治·默瑞（George Murray）
- 休·丹西飾演傑克·巴伯（Jack Barber）
- 伊莉莎白·麥戈文飾演柯拉·克勞利（Cora Crawley）
- 瑪姬·史密芙飾演薇爾莉特·克勞利（Violet Crawley）
- 米雪·道克利飾演瑪麗·塔爾伯特夫人（Lady Mary Talbot）
- 凱文·道爾（英语：Kevin Doyle (actor)）飾演約瑟夫·莫爾斯利（Joseph Molesley）[7]
- 麥可·C·福克斯（英语：Michael Fox (British actor)）飾演安迪·帕克（Andy Parker）
- 喬安·佛洛格飾演安娜·貝茲（Anna Bates）
- 羅伯·詹姆士-克里爾飾演湯瑪斯·巴羅（Thomas Barrow）
- 菲力絲·羅根（英语：Phyllis Logan）飾演艾爾西·卡森（Elsie Carson）

## 發行
《唐頓莊園：全新世代》由环球影业定檔2022年4月29日英國上映，焦点影业安排2022年5月20日美國上映。電影最初定於2021年12月22日英國院線上映。之後曾將上映日期移至2022年3月18日、4月29日。美國上映45天後的7月4日上線串流媒體服務平台孔雀。

## 外部連結
- 互联网电影数据库（IMDb）上《唐頓莊園：全新世代》的资料（英文）